# Karaban
Karaban is een bestuurslaag in het regentschap Pati van de provincie Midden-Java, Indonesië. Karaban telt 7755 inwoners (volkstelling 2010).